# Uganda az 1956. évi nyári olimpiai játékokon
Uganda az ausztráliai Melbourne-ben és a svédországi Stockholmban megrendezett 1956. évi nyári olimpiai játékok egyik részt vevő nemzete volt. Az országot az olimpián 1 sportágban 3 sportoló képviselte, akik érmet nem szereztek. Uganda első alkalommal vett részt az olimpiai játékokon.

## Atlétika
Férfi
| Versenyző | Versenyszám | Előfutam | Előfutam | Negyeddöntő | Negyeddöntő | Elődöntő | Elődöntő | Döntő   | Döntő    |
| Versenyző | Versenyszám | Idő      | Hely.    | Idő         | Hely.       | Idő      | Hely.    | Idő     | Helyezés |
| --------- | ----------- | -------- | -------- | ----------- | ----------- | -------- | -------- | ------- | -------- |
| Ben Nduga | 100 m       | 10,7     | 1.       | 12,8        | 6.          | kiesett  | kiesett  | kiesett | kiesett  |
| Ben Nduga | 200 m       | 22,89    | 7.       | kiesett     | kiesett     | kiesett  | kiesett  | kiesett | kiesett  |

| Versenyző       | Versenyszám | Selejtező | Selejtező | Döntő    | Döntő    |
| Versenyző       | Versenyszám | Eredmény  | Helyezés  | Eredmény | Helyezés |
| --------------- | ----------- | --------- | --------- | -------- | -------- |
| Patrick Etolu   | Magasugrás  | 192 cm    | =7.       | 196 cm   | =12.     |
| Lawrence Ogwang | Távolugrás  | 662 cm    | 27.       | kiesett  | kiesett  |
| Lawrence Ogwang | Hármasugrás | 14,95 m   | 14.       | 14,72 m  | 20.      |